# The World Centre
The World Centre is een wolkenkrabber in Makati, Filipijnen. De bouw van de kantoortoren, die staat aan 330 Senator Gil J. Puyat Avenue, begon in 1992 en werd in 1995 voltooid. Het gebouw staat op een stuk grond van 1.166 vierkante meter, is 152,4 meter hoog en telt 30 verdiepingen. Het is in postmodernistische stijl ontworpen door Skidmore, Owings and Merrill in samenwerking met W.V. Coscoluella and Associates.